# 阿圭罗 (西班牙)
阿圭罗（西班牙語發音：[aˈɣweɾo]）是西班牙阿拉贡自治区韦斯卡省的一个市镇。总面积94平方公里，总人口130人（2018年），人口密度2人/平方公里。